# Abierto de Australia 1990
Lista de los campeones del Abierto de Australia de 1990:

## Individual masculino
Ivan Lendl (República Checa) d. Stefan Edberg (SWE), 4–6, 7–6(7–3), 5–2 (Edberg retirado)

## Individual femenino
Steffi Graf (ALE) d. Mary Joe Fernández (USA), 6–3, 6–4

## Dobles masculino
Pieter Aldrich/Danie Visser (RSA)

## Dobles femenino
Jana Novotná (República Checa)/Helena Suková (República Checa)

## Dobles mixto
Natasha Zvereva (URSS)/Jim Pugh (USA)
| Predecesor: 1989                           | Abierto de Australia 1990 | Sucesor: 1991                         |
| Predecesor: Abierto de Estados Unidos 1989 | Grand Slam 1990           | Sucesor: Torneo de Roland Garros 1990 |

- Datos: Q577673